# Karl Hals
Karl Marius Anton Johan Hals, född 27 april 1822 i Sørum, död 7 september 1898 i Kristiania, var en norsk pianofabrikant. 
Hals grundlade 1847 tillsammans med brodern Petter Hals (1823–1871) "Brødrene Hals pianofabrik", som i Norge kom att inta första platsen i sin bransch. Han verkade mycket till främjande av musiklivet och tillhörde i flera hänseenden de representativa männen på hantverkets och industrins område. Åren 1889–91 representerade han Høyre i Stortinget.